# Randa Chahal Sabbagh
Pour les articles homonymes, voir Randa (homonymie).
Randa Chahal Sabbag, née le 11 mars 1953 à Beyrouth et morte le 24 août 2008 à Villejuif, est une réalisatrice, scénariste et dialoguiste libanaise.

## Biographie
Née en 1953 à Tripoli, elle a étudié le cinéma à Paris, à l'école Louis-Lumière, dans les années 1970.
En 1992, Ecrans de sable, son premier long métrage, évoque la guerre civile à distance, trois ans plus tard Nos guerres imprudentes aborde directement le sujet, sur le mode documentaire.
En 1999, son film Civilisées, tourné à Beyrouth, met en scène le sort de domestiques abandonnés par leurs employeurs dans la ville dévastée par la guerre, évoquant sans détour les atrocités du conflit. Le film déclenche une violente controverse au Liban. La sûreté nationale exige que la moitié du film soit censurée, des menaces de mort sont proférées contre les membres de la famille de la cinéaste. 
Son dernier film, Le Cerf-volant, a reçu le Grand Prix spécial du jury à la Mostra de Venise 2003.
Randa Chahal Sabbag meurt d'un cancer en 2008 à l'âge de 55 ans.

## Filmographie
- 1979 : Pas à pas, fiction
- 1981 : Le Liban volonté de vivre, documentaire
- 1991 : Écrans de sable
- 1995 : Nos guerres imprudentes, sélection officielle du Festival de Locarno[4]
- 1997 : Les Infidèles
- 1999 : Civilisées
- 2001 : Souha survivre à l'enfer, porte sur la figure de Souha Bechara[5]
- 2003 : Le Cerf-volant